# Colin Davis
Colin Davis (25. září 1927 – 14. dubna 2013) byl anglický dirigent. Narodil se ve Weybridge jako nejmladší ze tří synů (rodiče měli celkem sedm potomků). Pocházel z hudební rodiny. Později studoval na Royal College of Music hru na klarinet (jeho učitelem byl Frederick Thurston). V roce 1957 přišel na post asistenta dirigenta v orchestru BBC Scottish Orchestra. Jeho šéfdirigent dirigoval klasické skladby, zatímco Davis převážně moderní díla. Později dirigoval řadu dalších orchestrů. Podílel se na více než 300 nahrávkách. Byl nositelem Řádu britského impéria a mnoha dalších vyznamenání.